# مشرعة (نعمان)

تعديل مصدري - تعديل

مشرعة هي إحدى قرى عزلة الرحبة بمديرية نعمان التابعة لمحافظة البيضاء، بلغ تعداد سكانها 236 نسمة حسب تعداد اليمن لعام 2004.